# Felix Maria von Exner-Ewarten
Felix Maria von Exner-Ewarten, né le 23 août 1876 à Vienne où il est mort le 7 février 1930, est un  météorologue et géophysicien autrichien. 

## Biographie
Il est le fils de Siegmund Exner et d'Emilie Exner (de). Il commence à étudier la physique en 1895. En 1904, il est nommé maître de conférences à l'Université de Vienne et également, est élu membre de la Leopoldina. En 1910, il reçoit une chaire universitaire de physique cosmique à Innsbruck et, en 1917, est nommé directeur du Zentralanstalt für Meteorologie und Geodynamik et professeur universitaire à la chaire de physique de la Terre à l'Université de Vienne. Il occupe ce poste jusqu'à sa mort en 1930.
Ses recherches portent sur la météorologie dynamique et l'application de la mécanique aux phénomènes géographiques. Exner-Ewarten est considéré comme un important théoricien dans les domaines de la géophysique, de la géodynamique et de la météorologie. En 1912, il écrit l'article Dynamic Meteorology (avec W. Trabert) dans l' Enzyklopädie der mathematischen Wissenschaften. 
Il épouse à Vienne en 1905 sa cousine germaine Christiane Popp von Böhmstetten (1885-1941), fille du baron Konstantin Popp von Böhmstetten et de Josepha Kolisko. Le couple a eu deux fils et deux filles.
Il est enterré au cimetière de Heiligenstadt à Vienne.

## Publications
- 1910 : avec Max Blanckenhorn, Zum Klima von Palästina in Zeitschrift Des Deutschen Palästina-Vereins, 33, no 2/3, p. 101–164.
- 1925 : Dynamische Meteorologie
- 1929 : Gravitationswellen in der Atmosphäre, in Sitzungsberichte, vol. 138, p. 223–244.